# Thomas Mowbray, 1.º Duque de Norfolk
Thomas de Mowbray, 1.º Duque de Norfolk, KG (22 de março de 1366 – 22 de setembro de 1399) foi um nobre inglês. Sua família era venerável e, quando Thomas atingiu a idade adulta, eles eram extremamente influentes na política nacional. Ele alegou uma linhagem direta do Rei Eduardo I. Seu pai morreu quando Thomas e seu irmão mais velho eram jovens. John morreu logo depois, e Thomas herdou o Condado de Nottingham. Ele provavelmente era amigo do rei Ricardo II desde que era jovem e, como resultado, era o favorito da realeza, papel do qual ele se beneficiava muito. Ele acompanhou Ricardo em suas viagens pelo reino e foi eleito para a Ordem da Jarreteira. A dispersão excessiva de patrocínios por Ricardo o tornou impopular no parlamento e em outros membros da nobreza inglesa, e Mowbray teve um desentendimento com o tio do rei, João de Gante.
Mowbray viajou para a Escócia com o rei quando ele invadiu em 1385, embora seja possível que sua amizade estivesse diminuindo naquele momento. Ricardo tinha um novo favorito, Robert de Vere ; Mowbray, enquanto isso, tornou-se cada vez mais próximo de Ricardo Fitzalan, Conde de Arundel, com cuja filha Elizabeth ele se casou. O rei já desconfiava de Arundel e o novo círculo de Mowbray incluía o igualmente afastado Thomas de Woodstock, Duque de Gloucester. Juntos, eles conspiraram contra o chanceler do rei, o conde de Suffolk, apelando a ele no parlamento. Suffolk sofreu impeachment e um conselho foi nomeado para supervisionar o rei. Mowbray gradualmente se desiludiu com seus camaradas, talvez por causa das vinganças brutais que eles tomaram, e em 1389 ele estava novamente nas graças do rei. Mowbray participou de justas, liderou embaixadas e juntou-se a Ricardo em sua invasão da Irlanda em 1395, negociando com sucesso com os reis irlandeses. A essa altura, o rei se sentia suficientemente recuperado em poder para atacar seus inimigos, o que parece ter culminado no assassinato de Gloucester em Calais em 1397 por Mowbray, sob ordens de Ricardo. Provavelmente em um quid pro quo, Mowbray foi feito duque de Norfolk logo depois.
Enquanto isso, Mowbray se desentendeu com o filho mais velho de João de Gante, Henry Bolingbroke, e eles organizaram um julgamento por combate. Assim que isso começou, o rei cancelou tudo pessoalmente. Ele exilou os dois: Mowbray para sempre, Bolingbroke por dez anos. Mowbray fez um voto de peregrinação, com a intenção de viajar para Jerusalém . Ele chegou a Veneza, mas em setembro de 1399 morreu antes de deixá-la. Deixou com sua esposa Elizabeth dois filhos e três filhas. O filho mais velho, Thomas, herdou o condado de Norfolk de seu pai, rebelou-se contra o rei em 1405 e foi decapitado por traição. O segundo filho de Mowbray, também John, herdou o ducado e serviu a coroa fielmente.

## Antecedentes e juventude
Os Mowbrays eram uma antiga família baronial, tendo sido enobrecidas pela primeira vez em 1295. No século XIV, os casamentos vantajosos, o serviço à coroa e as suas recompensas deram-lhes grande posição política.   Thomas Mowbray era filho de John, Lorde Mowbray e sua esposa Elizabeth Segrave, filha e herdeira de John, Lorde Segrave e sua esposa Margaret, Duquesa de Norfolk . Margaret, por sua vez, era filha e herdeira de Thomas de Brotherton, conde de Norfolk, o quinto filho do rei Eduardo I. 
Thomas Mowbray nasceu em 1366; a data precisa é desconhecida.   Ele provavelmente recebeu esse nome em homenagem ao culto de São Tomás Becket, que sua mãe seguia. O irmão mais velho de Thomas, John, era o herdeiro de seu pai. Lorde Mowbray morreu em 1368. Quatro anos depois, os irmãos se tornaram tutelados de sua tia-avó, Blanche de Lancaster. João — um "amigo especial" do rei, sugerem Enoch Powell e Keith Wallis — foi nomeado conde de Nottingham na coroação do rei Ricardo II em 1377, mas morreu no início de 1383.  Quase imediatamente - em poucos dias - o condado foi reconcedido a Thomas e, embora ele ainda fosse legalmente menor de idade, foi-lhe permitido confiscar seu patrimônio.   
Como segundo filho, pouco foi registrado sobre a juventude de Mowbray, embora sua origem e status lhe garantissem uma posição na corte .  O rei e Mowbray provavelmente eram amigos de infância e ele era o favorito da realeza por volta de 1382. Naquele ano, ele recebeu direitos de caça em certas florestas reais e foi nomeado cavaleiro .   Foi nessa época que o filho de John of Gaunt, Henry Bolingbroke, começou a cair em desgraça com o rei. Mowbray o suplantou em favor do rei.  Em 1383, ele se casou com Lady Elizabeth Lestrange, de dez anos, herdeira de John, Lord Blakemere, embora ela tenha morrido pouco depois do casamento. 